# Свод основных государственных законов Российской империи
Свод государственных законов (Российской империи) — свод законоположений, касавшихся общих начал государственного строя Российской империи, включавший в себя предыдущие источники права, действовал в России с 1 (12) января 1835 года по 1 (14) сентября 1917 года.
Впервые Основные законы были кодифицированы под руководством М. М. Сперанского и вошли в Том 1 «Свода законов Российской империи», изданного в 1832 году и введённого в действие в 1833 году Манифестом российского императора Николая I. За работу над Сводом законов М. М. Сперанский был удостоен высшей государственной награды — ордена Андрея Первозванного.
23 апреля 1906 года в Основные законы были внесены изменения в связи с изданием российским императором Николаем II 6 августа 1905 года Манифеста об учреждении Государственной думы, 17 октября 1905 года Манифеста «Об усовершенствовании государственного порядка» и 20 февраля 1906 года Манифеста о переустройстве Государственного совета. В редакции от 23 апреля 1906 Основные государственные законы стали фактически первой конституцией России; они состояли из двух разделов, 17 глав и 223 статей.
Свод основных государственных законов 1906 года был издан всероссийским императором и никогда не принимался ни народом, ни народными представителями. Основные государственные законы 1906 года наделяли Государственную думу Российской империи рядом законодательных полномочий. В них отсутствовала глава о местном самоуправлении — органами местного самоуправления оставались земские собрания, полномочия которых и избирательное право при выборах в них определялись на тот момент положением о земских учреждениях 1890 года. Избирательное право при выборах в Государственную Думу определялось положением о выборах, первое из которых было издано в 1905, второе в 1907 году; в 1917 году было издано положение о выборах во Всероссийское учредительное собрание.
1 (14) сентября 1917 года Временное правительство провозгласило Россию республикой. 5 (18) января 1918 года Всероссийское учредительное собрание также объявило Россию республикой.